# Flautí

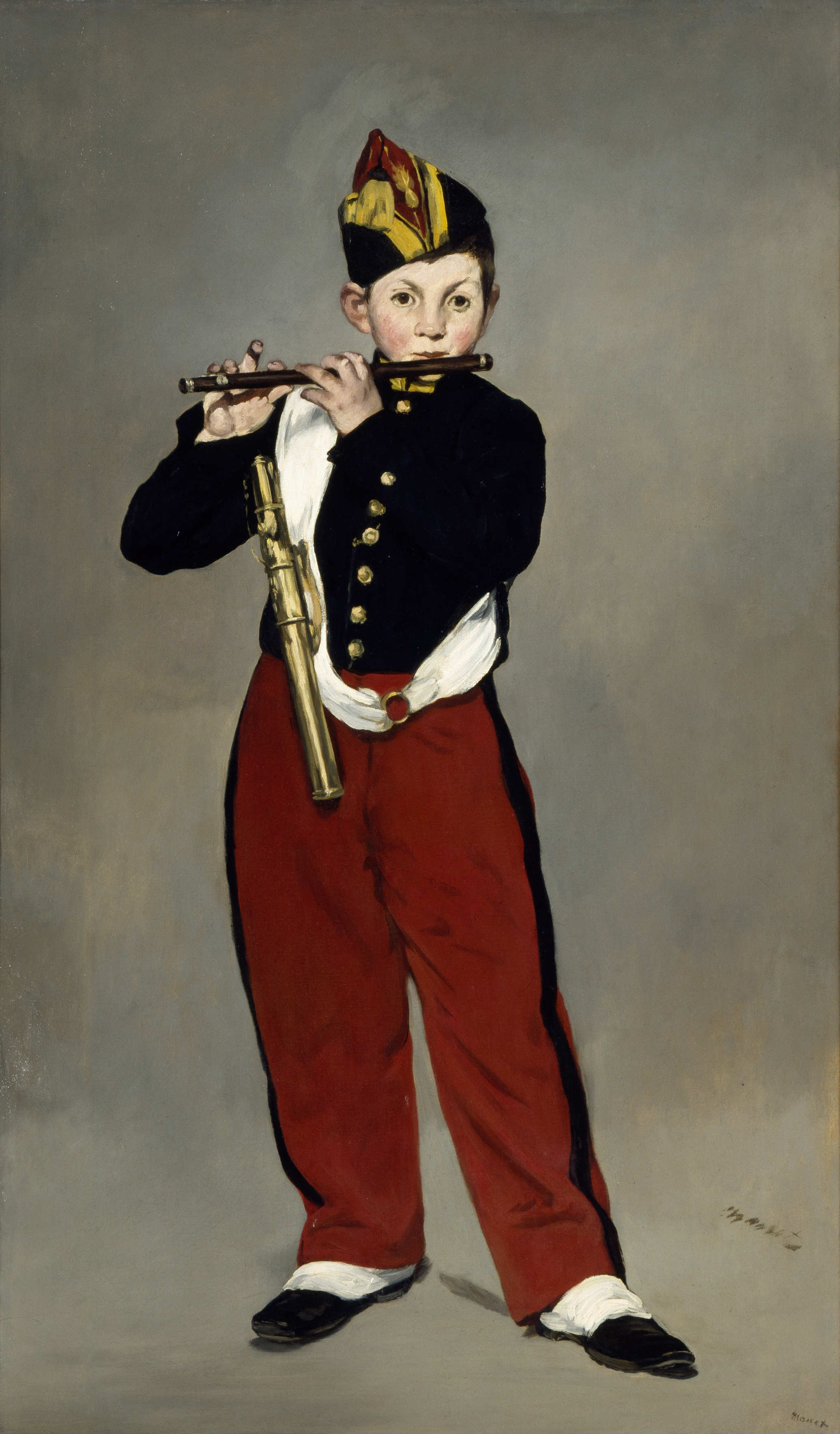
Jove flautista (Manet, 1866)

El flautí (anomenat també piccolo, de l'italià flauto piccolo o flauta petita) és un instrument aeròfon i pertany a la família del vent de fusta. S'utilitza habitualment en bandes de música i és un dels instruments de l'orquestra.
L'instrument modern té la majoria de les mateixes digitacions que el seu germà més gran, la flauta travessera, però de mida més petita. El so és una octava més alta. És un instrument transpositor, és a dir, la nota que sona és diferent de la nota escrita: les notes d'una partitura per a flautí s'escriuen una octava més baixa que el seu so real.
El so del flautí és penetrant i es caracteritza pel seu to agut. De fet, el flautí té el registre més agut de tots els instruments de l'orquestra. S'orquestren sovint per doblar els violins o les flautes, afegint brillantor al so general a causa de la transposició d'una octava esmentada cap amunt. El piccolo és habitual en orquestres, bandes de música i conjunts de vent.
La sonoritat del flautí, especialment en les notes més altes, és molt penetrant, per la qual cosa el podem sentir clarament encara que tots els altres instruments estiguin sonant. És un instrument que també pot ser adequat per interpretar peces delicades i tranquil·les.

## Història

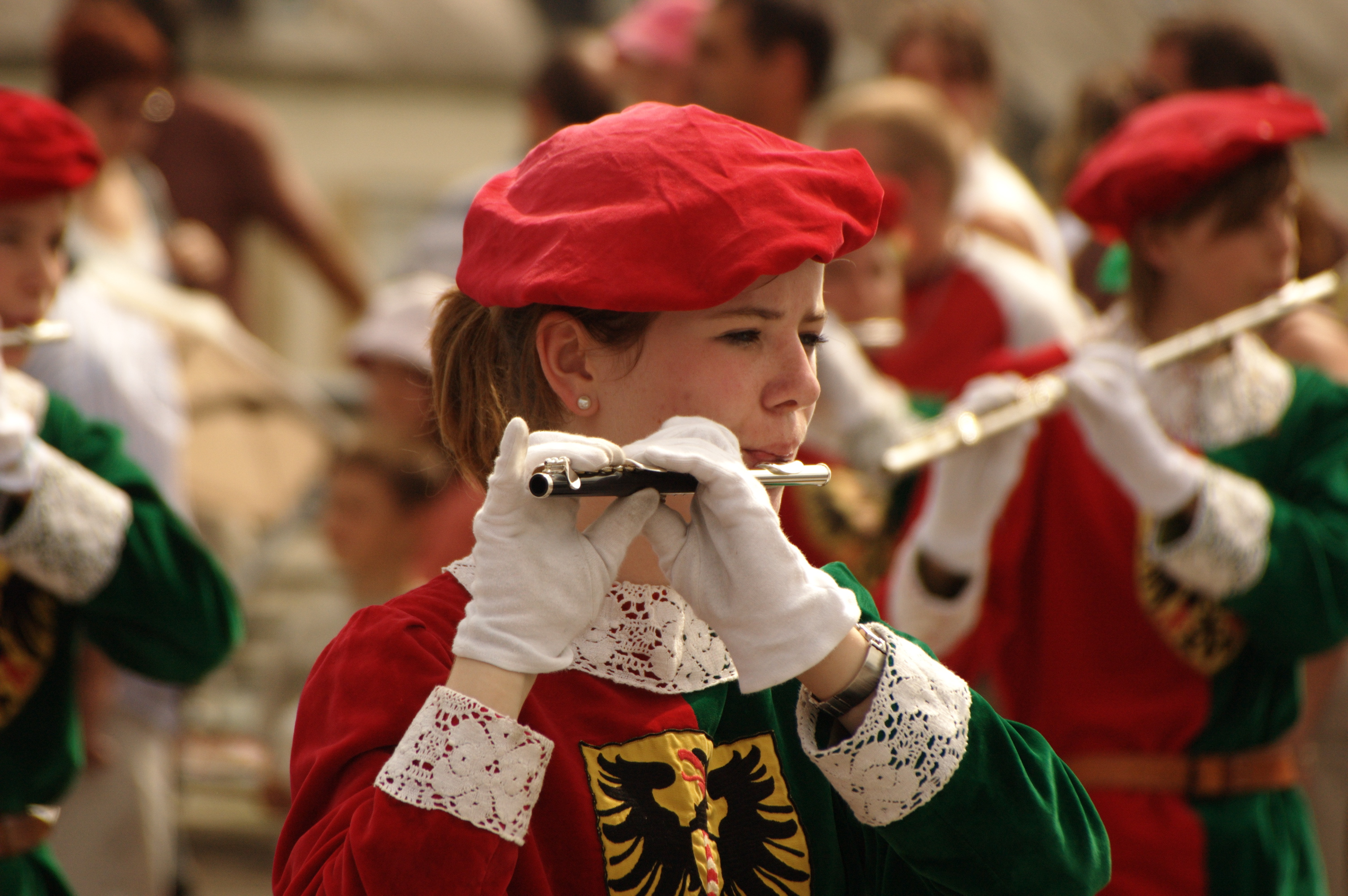
Tocant un flautí.

Des de l'Edat Mitjana, hi ha evidències de l'ús de flautes transversals d'octava com a instruments militars, ja que el seu so penetrant era audible durant les batalles. En la música culta, però, els primers flautins es van utilitzar en algunes de les obres de Jean Philippe Rameau a la primera meitat del segle XVIII. Així i tot, l'instrument va començar a difondre's i, per tant, a tenir un lloc estable a l'orquestra, només a principis de l'any 1800, durant l'època barroca, la indicació "flautino" o també "flauto piccolo" denotava habitualment un flautista de petita mida (soprano o sopranino). En particular, és el cas dels concerts que Antonio Vivaldi va escriure per a flautino.
Fins a finals del segle XIX, el flautí va mantenir la mateixa construcció. Històricament, el flautí tenia les mateixes tecles de la flauta barroca (una tecla) i després de la flauta de sistema senzill clàssic i romàntic. A finals de segle, el piccolo va començar a construir-se amb el mecanisme Boehm, que es convertiria en l'estàndard durant els anys 1900. No obstant això, no es pot passar completament al sistema Boehm, ja que el forat s'ha mantingut cònic, com en la flauta del sistema antic, i la primera nota de fons és D, com a la flauta barroca. No s'ha de confondre el piccolo amb el pifre, que tradicionalment és d'una sola peça, té un forat cilíndric més petit i produeix un so més estrident.

## Ús tradicional
És un mite que una de les primeres peces que van utilitzar el flautí fos la Simfonia núm 5 en do menor de Ludwig van Beethoven, que es va estrenar el desembre de 1808. Encara que ni Joseph Haydn ni Wolfgang Amadeus Mozart la van fer servir a les seves simfonies, alguns dels seus contemporanis ho van fer, com Franz Anton Hoffmeister, Franz Xaver Süssmayr i Michael Haydn. A més, Mozart va emprar el piccolo a la seva òpera Idomeneo. Les orquestres d'òpera de París de vegades incloïen petites flautes transversals a l'octava ja el 1735, com mostren les partitures existents de Jean-Philippe Rameau.
Ara els flautins es fabriquen principalment en la tonalitat de C. A principis del segle xx, es fabricaven en D ♭ ja que eren un model anterior del flautí modern. Per a aquest Re ♭ piccolo, John Philip Sousa va escriure el famós solo en la repetició final de la secció de cloenda (trio) de la seva marxa "The Stars and Stripes Forever".
Encara que abans eren de fusta, vidre o ivori, avui estan fets de plàstic, resina, llautó, alpaca, plata i una varietat de fustes dures, més comunament granadilla. Sovint estan disponibles flautins fets amb una varietat d'opcions similars a la flauta, com ara el mecanisme split-E. La majoria dels flautes tenen un cos cònic amb un cap cilíndric, com la flauta barroca i les flautes posteriors abans de la popularització de la perforació de Boehm usada en les flautes modernes. A diferència d'altres instruments de vent-fusta, a la majoria de flautes de fusta, l'articulació de l'espiga que connecta el cap amb el cos té dos punts d'ajust d'interferència.
El flautí s'utilitza al costat dels tambors de Basler en formacions tradicionals al Carnaval de Basilea, Suïssa.
L'any 2014 va néixer un festival íntegrament dedicat al flautí, el Festival Internacional del Piccolo, que té lloc anualment al juliol a Grado, Itàlia.

## Repertori

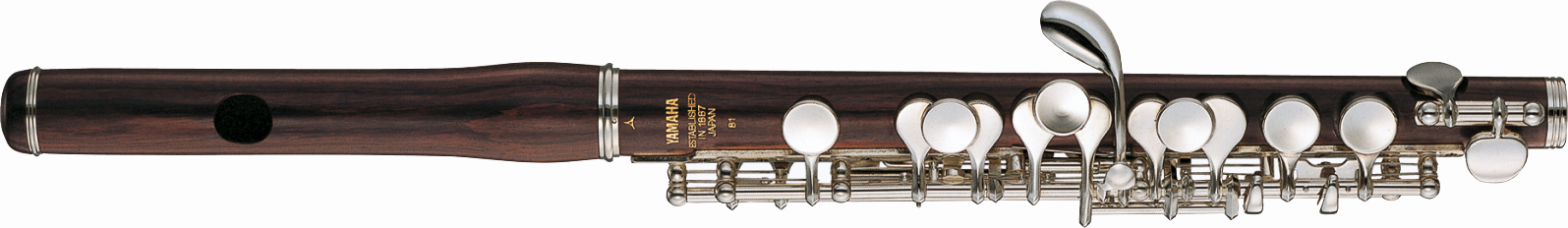
Un piccolo concert amb cos de granadilla i articulació de cap d'onada i claus platejades

Hi ha una sèrie de peces només per a flautí de compositors com Samuel Adler, Miguel del Aguila, Robert Dick, Michael Isaacson, David Loeb, Stephen Hough, Polly Moller, Vincent Persichetti, Karlheinz Stockhausen i Brian Ferneyhough.
El repertori per a flautí i piano, moltes de les quals són sonates, ha estat compost per Miguel del Águila, Robert Baksa, Robert Beaser, Rob du Bois, Howard J. Buss, Pierre Max Dubois, Raymond Guiot, Lowell Liebermann, Peter Schickele, Michael Daugherty i Gary Schocker.
S'han compost concerts per a flautí, com els de Lowell Liebermann, Sir Peter Maxwell Davies, Todd Goodman, Martin Amlin, Will Gay Bottje, Bruce Broughton, Valentino Bucchi, Avner Dorman, Jean Doué, Michael Easton, Egil Hovland, Guus Janssen, Daniel Pinkham, Jeff Manookian i Levente Gyöngyösi.
A més, ara hi ha una selecció de música de cambra que utilitza el flautí. Un exemple és el Zungenspitzentanz de Stockhausen, per a flautí i dos eufonis (o un sintetitzador), amb un percussionista i ballarí opcionals. Un altre és Madrigals, llibre II de George Crumb per a soprano, flauta i percussió. Altres exemples inclouen un trio per a flautí, contrafagot i piano, 'Was mit den Tränen geschieht' de Stephen Hough, el Quintet per a Piccolo i Quartet de corda de Graham Waterhouse i Malambo per a piccolo, contrabaix i piano de Miguel del Aguila. Els trios publicats actualment per a tres flautins inclouen Quelque Chose canadienne (Something Canadian) de Nancy Nourse i Bird Tango de Crt Sojar Voglar per a tres picots amb piano. El fantasma de Petrushka per a vuit flautes de Melvin Lauf, Jr. i Una piccolo sinfonia per a nou flautes de Matthew King són dos exemples més.